# پورنیما باگیاراج
پورنیما باگیاراج (به انگلیسی: Poornima Bhagyaraj) با نام تولد پورنیما جایارام (زاده ۲۷ ژوئیهٔ ۱۹۶۰) بازیگر هندی است.
از کارهای معروف او می‌توان به بازی در فیلم‌های آن شب و آهیمسا اشاره کرد.

## فیلم‌شناسی
فهرست برخی از فیلم‌هایی که پورنیما باگیاراج در آن‌ها به ایفای نقش پرداخته‌است:
- معما-۱۹۷۷
- دل‌باخته-۱۹۷۸
- لامپ نگین‌دار-۱۹۷۹
- درد-۱۹۸۱
- آهیمسا-۱۹۸۱
- آن شب-۱۹۸۳
- منطقه-۲۰۱۴